# Wapen van Hoogelande

Wapen van Hoogelande

Het wapen van Hoogelande werd op 31 juli 1817 bevestigd door de Hoge Raad van Adel voor de inmiddels in 1816 opgeheven Zeeuwse gemeente Hoogelande. Hoogelande was toen opgegaan in de gemeente Grijpskerke, vervolgens in 1966 bij gemeente Mariekerke en is sinds 1997 onderdeel van gemeente Veere.

## Blazoenering
De blazoenering van het wapen luidde als volgt:
In zilver een druivetros van natuurlijke kleur en een schildhoofd van azuur, beladen met 3 gouden kronen van 3 bladeren.
De heraldische kleuren zijn zilver (wit), natuurlijke kleuren, azuur (blauw) en goud (goud of geel). In het register van de Hoge Raad van Adel zelf wordt geen beschrijving gegeven, maar een afbeelding.

## Verklaring
Het gemeentewapen vormde eerst het heerlijkheidswapen van de heerlijkheid Hoogelande. Het werd al genoemd in de Nieuwe Cronijk van Zeeland van Smallegange eind 17e eeuw. Bij de site Nederlandse Gemeentewapens is de herkomst niet bekend.
In een publicatie van de Historische Kring Hoogland is onderzoek gedaan naar een in 1715 gegraveerd glas waarin het wapen van Hoogelande als hartschild verwerkt is. Men heeft dit kunnen identificeren als het wapen van familie Van Hogelande. Het wapen werd onder meer gevonden bij Ewout Lievensz van Hogelande, burgemeester van Middelburg in 1523-1530. Het kan dus zijn dat het heerlijkheidswapen ontleend is aan het wapen van familie Van Hogelande.
Aagtekerke
· Aardenburg
· Arnemuiden
· Axel
· Baarland
· Bath
· Biervliet
· Biggekerke
· Bloois
· Bommenede
· Borssele
· Boschkapelle
· Botland
· Breskens
· Brigdamme
· Brijdorpe
· Brouwershaven
· Bruinisse
· Burgh
· Buttinge
· Cadzand
· Clinge
· Colijnsplaat
· Domburg
· Dreischor
· Driewegen
· Duiveland
· Duivendijke
· Elkerzee
· Ellemeet
· Ellewoutsdijk
· Eversdijk
· Gapinge
· Graauw en Langendam
· 's-Gravenpolder
· Grijpskerke
· Groede
· Haamstede
· 's-Heer Abtskerke
· 's-Heer Arendskerke
· 's-Heer Hendrikskinderen
· 's-Heerenhoek
· Heille
· Heinkenszand
· Hengstdijk
· Hoedekenskerke
· Hoek
· Hontenisse
· Hoofdplaat
· Hoogelande
· IJzendijke
· Kapelle
· Kats
· Kattendijke
· Kerkwerve
· Klaaskinderkerke
· Kleverskerke
· Kloetinge
· Koewacht
· Kortgene
· Koudekerke
· Krabbendijke
· Kruiningen
· Looperskapelle
· Maire
· Mariekerke
· Meliskerke
· Middenschouwen
· Nieuw- en Sint Joosland
· Nieuwerkerk
· Nieuwerkerke
· Nieuwlande
· Nieuwvliet
· Nisse
· Noordgouwe
· Noordwelle
· Oostburg
· Oosterland
· Oostkapelle
· Oost-Souburg
· Oost- en West-Souburg
· Ossenisse
· Oud-Vossemeer
· Oudelande
· Ouwerkerk
· Overslag
· Ovezande
· Philippine
· Poortvliet
· Renesse
· Rengerskerke en Zuidland
· Retranchement
· Rilland
· Rilland-Bath
· Ritthem
· Sas van Gent
· Scherpenisse
· Schoondijke
· Schore
· Serooskerke (Schouwen-Duiveland)
· Serooskerke (Veere)
· Sinoutskerke en Baarsdorp
· Sint Anna ter Muiden
· Sint-Annaland
· Sint Jansteen
· Sint Kruis
· Sint Laurens
· Sint-Maartensdijk
· Sint Philipsland
· Sirjansland
· Sluis
· Sluis-Aardenburg
· Stavenisse
· Stoppeldijk
· Valkenisse (Walcheren)
· Valkenisse (Zuid-Beveland)
· Vogelwaarde
· Vrouwenpolder
· Waarde
· Waterlandkerkje
· Wemeldinge
· West-Souburg
· Westdorpe
· Westenschouwen
· Westerschouwen
· Westkapelle
· Westkapelle-Buiten en Sirpoppekerke
· Westkerke
· Wissekerke
· Wissenkerke
· Wolphaartsdijk
· Yerseke
· Zaamslag
· Zierikzee
· Zonnemaire
· Zoutelande
· Zuiddorpe
· Zuidzande
· Zwake

Dorpswapens: Geersdijk
· Hansweert
· Kamperland